# 和気インターチェンジ
和気インターチェンジ（わけインターチェンジ）は、岡山県和気郡和気町の山陽自動車道上にあるインターチェンジ。和気郡和気町市街地及び備前市中心部の最寄りインターチェンジである。

## 歴史
- 1993年（平成5年）12月16日：備前IC - 岡山IC間開通に伴い、供用開始[1]。
- 2025年（令和7年）2月20日：料金所がETC専用になる[2]。

## 周辺
- 中山サーキット

## 接続する道路
- 直接接続
  - 国道374号
  - 国道484号（国道374号と重複）

## 隣
E2 山陽自動車道
(11)備前IC - (12)和気IC - 瀬戸PA - 瀬戸JCT（事業中） - (13)山陽IC